# B92
B92 je medijska kuća iz Srbije sa sjedištem u Beogradu, koja obuhvaća radio produkciju, TV produkciju iz koje je kasnije nastala Televizija B92, izdavačku djelatnost (časopise, knjige, kompakt diskove), kulturni centar „Reks“, pružanje usluga interneta i web portal. 

## Povijest
Povijest poznatog srpskog medijskog brenda B92 započinje 15. svibnja 1989. godine. Toga dana započelo je emitiranje prve medijske platforme Radio B92. Jedanaest godina kasnije, točnije 6. listopada 2000. godine započinje je emitiranjem TV B92, jedane od najbrže rastućih televizijskih kanala u Srbiji. Medijska kuća raste osnivanjem web stranice B92.net 1996. godine te TV B92 Info.
2015. godine dolazi do promjene imena benda radio stanice, iz Radio B92 u Play radio, a od 11. rujna 2017. godine, TV B92 mijenja ime u O2 televizija te svoj vizualni identitet mijenja novim logotipom no u veljači 2020. godine menadžment donosi odluku o vraćanju prethodnog imena televizijskog kanala B92 koji od 1. ožujka 2020. postaje novo-staro ime kanala.

## Vanjske poveznice
- Službena stranica B92